# Odrada van Alem
Odrada van Alem (ook: Odrada van Balen) is een heilige die begraven zou zijn te Alem.

## Leven

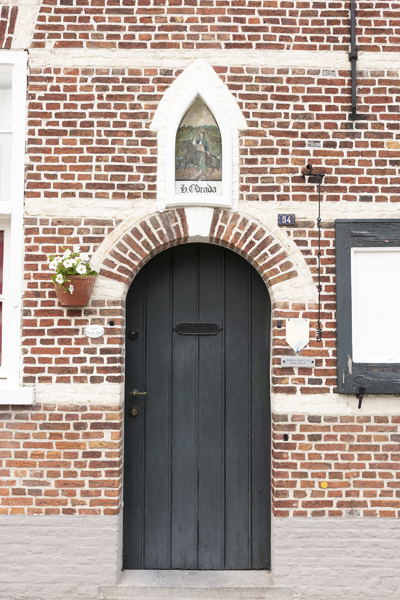
H. Odrada (steen in het Begijnhof van Turnhout)

Het leven van Odrada, die op jeugdige leeftijd gestorven zou zijn in de 8e eeuw, is voornamelijk gebaseerd op legendes. Zij zou geboren zijn te Scheps in de Antwerpse Kempen, nabij Balen. Dit adellijk meisje zou zich geheel aan God hebben willen wijden. Toen haar moeder stierf kwam er een stiefmoeder in huis, die haar in alles op dit gebied tegenwerkte. Hierdoor kwijnde ze weg en stierf op jeugdige leeftijd.
Het leven van Odrada werd beschreven in een hagiografie uit 1304. Deze beschrijving is geheel legendarisch, zelfs is niet precies bekend of en wanneer zij geleefd zou hebben, hoewel een historische Odrada zeer wel bestaan kan hebben. De onderstaande legenden bevatten elementen uit andere legenden, zoals die van de eenhoorn welke slechts door een maagd kan worden getemd. Ook het thema van het verbod om naar een feest te gaan, en de boze stiefmoeder, komt in sprookjes en dergelijke voor.
In elk geval werd in de 11e eeuw te Alem een aan Odrada gewijd kapittel van kanunniken gesticht. Halverwege de 13e eeuw breidde de devotie tot Odrada zich uit tot de Abdij van Sint-Truiden. In de 13e eeuw zou er sprake zijn van relieken van Odrada.
Odrada wordt aangeroepen tegen hondsdolheid, veeziekten en slecht weer. De feestdag van Odrada is 5 november.

## Legendes
Een van de legendes is dat zij een kerkwijding te Millegem wilde bijwonen. Haar vader en stiefmoeder gingen met de beschikbare rijdieren en zij had dus geen vervoer. Hatelijk werd haar toegeworpen: Ga maar een van de wilde paarden uit het bos temmen. Ze maakte daarop een kruis van wilgentakken (in sommige versies: lindetakken) en liep het bos in. De paarden stormden op haar af maar kwamen tot stilstand. Vervolgens maakte een schimmel zich los uit de groep en knielde voor Odrada neer. Odrada besteeg het ros en kwam aldus nog op tijd bij de kerkwijding aan. Haar vader smeekte haar toen om vergiffenis voor wat hij haar had aangedaan, maar de verhouding met de stiefmoeder verslechterde verder. Vanwege deze legende wordt Odrada wel afgebeeld met een schimmel als attribuut.
Een andere legende verhaalt dat Odrada, vlak voor ze stierf, haar vader vroeg om haar lijk in een holle boomstam op een wagen te leggen die door ossen werd voortgetrokken. Zij zou dan begraven willen worden op de plaats waar de ossen halt hielden. Dit was dan in het -toen nog Brabantse- plaatsje Alem, waar zij begraven werd en waar op haar graf een kerk werd gesticht.

## Vernoemingen
Naar Odrada zijn vernoemd:
- Sint-Odradakerk (Milligen)
- Hervormde kerk (Alem) (voor 1717: Odradakerk)
- Kapel van de Heilige Odrada, Balen